# 大薩雷姆河
大薩雷姆河是俄羅斯的河流，由汉特-曼西自治区負責管轄，屬於鄂畢河的左支流，河道全長583公里，流域面積18,100平方公里，流經西西伯利亞平原，河水主要來自雨水和融雪，每年十一月至翌年四月結冰。